# جوزيف ويبل الثالث
جوزيف ويبل الثالث هو سياسي أمريكي، ولد في 3 يوليو 1725 في نيوبورت في الولايات المتحدة، وتوفي بنفس المكان في 1761.